# Chi A tràng
Chi A tràng (danh pháp khoa học: Dichapetalum) là một chi thực vật trong họ Dichapetalaceae. Chúng được tìm thấy nhiều ở châu Phi, châu Á, Malesia, Tây Ấn, Úc và châu Mỹ Latin.

## Các loài
Các loài dưới đây được ghi nhận theo The Plant List, tháng 2 năm 2014:
- Dichapetalum acuminatum De Wild.
- Dichapetalum affine (Planch. ex Benth.) Breteler
- Dichapetalum alaotrense Desc.
- Dichapetalum albidum A.Chev. ex Pellegr.
- Dichapetalum altescandens Engl.
- Dichapetalum angolense Chodat
- Dichapetalum arachnoideum Breteler
- Dichapetalum arenarium Breteler
- Dichapetalum asplundeanum Prance
- Dichapetalum axillare Woodson
- Dichapetalum bangii (Didr.) Engl.
- Dichapetalum barbatum Breteler
- Dichapetalum barbosae Torre
- Dichapetalum barteri Engl.
- Dichapetalum beckii Fern.Casas
- Dichapetalum beilschmiedioides Breteler
- Dichapetalum bellum Breteler
- Dichapetalum berendinae Breteler
- Dichapetalum bernalii Prance
- Dichapetalum bocageanum (Henr.) Engl.
- Dichapetalum bodyi De Wild.
- Dichapetalum bojeri (Tul.) Engl.
- Dichapetalum braunii Engl. & K.Krause
- Dichapetalum brenesii Standl.
- Dichapetalum bullatum Standl. & Steyerm.
- Dichapetalum chalotii Pellegr.
- Dichapetalum chlorinum (Tul.) Engl.
- Dichapetalum choristilum Engl.
- Dichapetalum coelhoi Prance
- Dichapetalum coelhoorum Prance
- Dichapetalum congoense Engl. & Ruhland
- Dichapetalum crassifolium Chodat
- Dichapetalum cubense (Poepp.) M. Gómez
- Dichape cymosum (Hook.) Engl.
- Dichapetalum cymulosum (Oliv.) Engl.
- Dichapetalum deflexum (Klotzsch) Engl.
- Dichapetalum dewevrei De Wild. & T.Durand
- Dichapetalum dewildei Breteler
- Dichapetalum dictyospermum Breteler
- Dichapetalum donnell-smithii Engl.
- Dichapetalum edule Engl.
- Dichapetalum eickii Ruhland
- Dichapetalum fadenii Breteler
- Dichapetalum filicaule Breteler
- Dichapetalum findouense Breteler
- Dichapetalum foreroi Prance
- Dichapetalum froesii Prance
- Dichapetalum fructuosum Hiern
- Dichapetalum gabonense Engl.
- Dichapetalum gassitae Breteler
- Dichapetalum gelonioides (Roxb.) Engl.
- Dichapetalum geminostellatum Breteler
- Dichapetalum gentryi Prance
- Dichapetalum germainii Hauman
- Dichapetalum gilletii De Wild.
- Dichapetalum glomeratum Engl.
- Dichapetalum grandifolium Ridl.
- Dichapetalum grayumii Prance
- Dichapetalum griffithii (Hook.f.) Engl.
- Dichapetalum hammelii Prance
- Dichapetalum helferianum (Kurz) Pierre
- Dichapetalum heudelotii (Planch. ex Oliv.) Baill.
- Dichapetalum inaequale Breteler
- Dichapetalum inopinatum Al.Rodr. & Kriebel
- Dichapetalum insigne Engl.
- Dichapetalum integripetalum Engl.
- Dichapetalum klaineanum Brette
- Dichapetalum korupinum Breteler
- Dichapetalum latifolium Baill.
- Dichapetalum laurocerasus (Hook.f.) Engl.
- Dichapetalum letouzeyi Breteler
- Dichapetalum leucocarpum Breteler
- Dichapetalum leucosia (Spreng.) Engl.
- Dichapetalum librevillense Pellegr.
- Dichapetalum lindicum Breteler
- Dichapetalum lofense Breteler
- Dichapetalum longipetalum (Turcz.) Engl.
- Dichapetalum lujae De Wild. & T.Durand
- Dichapetalum macrocarpum Engl.
- [[Dichapetalum madagascariense]] Poir.
- Dichapetalum mathisii Breteler
- Dichapetalum melanocladum Breteler
- Dichapetalum mexicanum Prance
- Dichapetalum minutiflorum Engl. & Ruhland
- Dichapetalum mombuttense Engl.
- Dichapetalum montanum Breteler
- Dichapetalum moralesii Prance
- Dichapetalum morenoi Prance
- Dichapetalum mossambicense (Klotzsch) Engl.
- Dichapetalum mundense Engl.
- Dichapetalum neglectum Breteler
- Dichapetalum nervatum Cuatrec.
- Dichapetalum nevermannianum Standl. & Valerio
- Dichapetalum nyangense Pellegr.
- Dichapetalum obanense (Baker f.) Hutch. & Dalziel
- Dichapetalum oblongum (Hook.f. ex Benth.) Engl.
- Dichapetalum odoratum Baill.
- Dichapetalum oliganthum Breteler
- Dichapetalum pallidum (Oliv.) Engl.
- Dichapetalum papuanum (Becc.) Boerl.
- Dichapetalum parvifolium Engl.
- Dichapetalum pauper Rizzini
- Dichapetalum pedicellatum K.Krause
- Dichapetalum pedunculatum (DC.) Baill.
- Dichapetalum petaloideum Breteler
- Dichapetalum pierrei Pellegr.
- Dichapetalum platyphyllum Merr.
- Dichapetalum potamophilum Breteler
- Dichapetalum prancei Fern.Casas
- Dichapetalum pulchrum Breteler
- Dichapetalum rabiense Breteler
- Dichapetalum reliquum Kriebel & Al.Rodr.
- Dichapetalum reticulatum Engl.
- Dichapetalum rhodesicum Sprague & Hutch.
- Dichapetalum rudatisii Engl.
- Dichapetalum ruficeps Breteler
- Dichapetalum rufum (Tul.) Engl.
- Dichapetalum rugosum (Vahl) Prance
- Dichapetalum ruhlandii Engl.
- Dichapetalum schulzii Prance
- Dichapetalum scorpioideum Leenh.
- Dichapetalum sessiliflorum Leenh.
- Dichapetalum setosum Leenh.
- Dichapetalum sordidum (Hook.f.) Leenh.
- Dichapetalum spruceanum Baill.
- Dichapetalum staminellatum Breteler
- Dichapetalum staudtii Engl.
- Dichapetalum steenisii Leenh.
- Dichapetalum steyermarkii Prance
- Dichapetalum stipulatum J.F.Macbr.
- Dichapetalum stuhlmannii Engl.
- Dichapetalum sumbense Breteler
- Dichapetalum tenerum Leenh.
- Dichapetalum tenuifolium (King) Engl.
- Dichapetalum tetrastachyum Breteler
- Dichapetalum thollonii Pellegr.
- Dichapetalum timorense (DC.) Boerl.[2]
- Dichapetalum tomentosum Engl.
- Dichapetalum toxicarium (G.Don) Baill.
- Dichapetalum tricapsulare (Blanco) Merr.
- Dichapetalum trichocephalum Breteler
- Dichapetalum ugandense M.B.Moss
- Dichapetalum umbellatum Chodat
- Dichapetalum unguiculatum Engl.
- Dichapetalum virchowii (O.Hoffm. & Hildebr.) Engl.
- Dichapetalum vitiense (Seem.) Engl.
- Dichapetalum vondrozanum Desc.
- Dichapetalum witianum Breteler
- Dichapetalum zenkeri Engl.
- Dichapetalum zeylanicum Kosterm.